# 黄色靭帯骨化症
黄色靭帯骨化症（おうしょくじんたいこっかしょう、英: ossification of the yellow ligament；OYL）は、特定疾患である脊椎靭帯骨化症の一種であり、脊椎の後方にある椎弓をつなぐ黄色靭帯が厚くなり骨化することにより次第に靭帯が圧迫される疾病。原因は特定されておらず、難病に指定されている。

## 症状
骨化した黄色靭帯が脊髄を圧迫することにより、下肢のしびれ、脱力などの症状が発生し、ひどい場合には両下肢麻痺などの症状をきたすこともある。また、間欠性跛行が生じることもある。

## 検査
- X線検査
- CT検査
- MRI

## 治療
原因が不明であるため、経過が予測できないことから消炎鎮痛剤などを投与して経過を観察する。痛みが強い場合には硬膜外ブロック注射を行うこともある。
また、経過観察中に進行が見られる場合、神経症状が強い場合には骨化巣を取り除く手術を行う場合もあるが、脊椎の一部を切除することから不安定になりボルトで補強する必要がある。
対策として脊椎に直径1cm程度の穴を開け、CTの3次元画像を参照しながら差し込んだ器具の位置を赤外線で把握することで骨化巣のみを取り除く「マイクロウインドウ骨化切除術」が最小侵襲脊椎治療学会のグループにより2022年に実施された。この手法は世界初の事例でもあったためスイスの学術誌にも掲載され、プロ野球の投手三嶋一輝が対象だったことから「MISHIMA手術」と命名された。

## 著名な発症者
現役時代に発症したスポーツ選手
- 酒井勉 - 野球選手（投手）。現役時代の1993年に、この病気を発症したことから手術。リハビリに専念する目的で、シーズン終了後には、オリックス球団との間でNPB史上初の複数年契約（3年契約）を結んだ。しかし、一軍への復帰を果たせないまま、1996年の契約期間満了を機に引退。
- 宮本大輔 - 野球選手（投手）。2006年に発症、手術とリハビリで2年以上のブランクを経た後に、2008年7月に一軍へ復帰（公式戦2試合に登板）、翌2009年限りで引退[2]。
- 志賀賢太郎 - プロレスラー。この病気によって長期休養を余儀なくされたが、克服してリングに復帰。
- 越智大祐 - 野球選手（投手）。2012年シーズンの開幕直後にこの病気を発症していることが判明したため、シーズン中の6月に手術を受けた[3]。リハビリを経て、2013年末から実戦に復帰したが一軍への復帰を果たすことなく、2014年に引退を余儀なくされた。
- 井坂亮平 - 野球選手（投手）。2012年の春先から左脚に違和感を覚え、次第に脚が上がらなくなるほどに症状が悪化。シーズン終盤の10月にこの病気の症状だったことが判明し同年12月に手術を受け育成契約になり、翌2013年終盤の9月の二軍戦に復帰したものの、支配下登録までは復帰を果たせず、2014年引退[4]。
- 大隣憲司 - 野球選手（投手）。2013年シーズンの開幕直後にこの病気を発症していることが判明したため、シーズン中に手術を受けた[5]。リハビリを経て、同年末から実戦に復帰。翌2014年7月に一軍に復帰し7月27日のオリックス戦で422日ぶりに復帰後初勝利。国指定の難病を乗り越え勝利を手にしたのはプロ野球史上初めてだった。その後引退までに9勝を挙げた。2018年引退。
- 琴国晃将 - 大相撲力士。この病気により手術を行い、土俵に立てるまでは回復したが、結局引退に追い込まれた。
- 花城直 - アマチュア野球選手（投手）。2014年1月、亜細亜大学在学中にこの病気にかかり、手術を行い成功した[6]。卒業後西部ガスに入社、同社硬式野球部でプレー[7]。2020年引退[8]。
- 徳山武陽 - 野球選手（投手）。2016年シーズン中の9月に左太腿の内側にしびれを覚え、その後の精密検査で判明、11月22日に手術を行いリハビリでの全治を目指したが[9]、2017年限りで引退した。
- 舛ノ山大晴 - 大相撲力士。2018年に発症が判明、同年6月に手術を受け、9月に復帰[10][11]したが、その後再び休場が続き、2021年5月場所をもって引退した。
- 南昌輝 ‐ 野球選手（投手）。2018年に発症し、手術を行った[12]。2019年8月15日に一軍復帰登板を果たした。2021年限りで引退。
- 大藏彰人 - 野球選手（投手）。2019年3月に発症が判明、手術を受けた[13]。2020年限りで引退した。
- 三嶋一輝 - 野球選手（投手）。2022年8月に手術を公表[14]。手術直前は下半身の痺れで歩行困難になるほど病状が悪化していたが、術後の経過は非常に良く、2023年4月9日には一軍復帰登板を果たしている[15]。前述のように三嶋が初となった新たな手術法は「MISHIMA手術」と命名された[1]。
- 福敬登 - 野球選手（投手）。2022年10月に手術を公表[16]。三嶋と同様に術後の経過が良く、2023年5月5日に一軍復帰登板[17]。
- 谷岡竜平 - 野球選手（投手）。2023年10月に手術を公表[18]。2023年限りで引退。
- 岩下大輝 - 野球選手（投手）。2023年10月に手術を公表[19]。2024年4月25日に一軍復帰登板[20]。
- 湯浅京己 - 野球選手（投手）。2024年8月に手術を公表[21]。2025年4月29日に一軍復帰登板[22]。
- 濵口遥大 - 野球選手（投手）。2025年4月に手術を公表[23]。
- コマンド・ボリショイ - 女子プロレスラー。2011年に発症が判明、その後症状の悪化により2019年4月21日の後楽園ホール大会をもって引退した。引退後は所属していたPURE-J女子プロレスの団体運営会社である株式会社PURE DREAM代表取締役社長に就任。

現役引退後に発症したスポーツ選手
- 若生正廣 - 野球指導者、アマチュア野球選手（投手）この病気により歩行時に杖が必要となったが、後に現場復帰。2021年7月死去。
- 星野仙一 - 野球選手（投手）、元東北楽天ゴールデンイーグルス一軍監督。監督在任中の2014年5月26日にこの病気と腰椎椎間板ヘルニアを併発していることが判明したため、翌27日から休養[24]。その後、手術とリハビリを経て同年7月25日に現場復帰、同シーズン末に退任。2018年1月死去。
- 木村健悟 - 元プロレスラー、元歌手で東京都品川区議会議員。2014年に発症し、頸椎の手術を受けてその後、腰の手術を受ける[25]。

その他現役時代に発症した人物
- 盆ノ木至 - 漫画家。2023年に発症を公表[26]。

## リンク
黄色靭帯骨化症 特定疾患情報 -  難病情報センター